# Cajazeiras (kommun)
Cajazeiras är en kommun i Brasilien.   Den ligger i delstaten Paraíba, i den östra delen av landet, 1 400 km nordost om huvudstaden Brasília. Antalet invånare är 58 437.
Följande samhällen finns i Cajazeiras:
- Cajazeiras

Omgivningarna runt Cajazeiras är huvudsakligen savann. Runt Cajazeiras är det ganska tätbefolkat, med 120 invånare per kvadratkilometer.